# Estación La Floresta
Pour les articles homonymes, voir Estacion.
Estación La Floresta est une localité uruguayenne du département de Canelones, rattachée à la municipalité de La Floresta.

## Localisation
Estación La Floresta se situe au sud du département de Canelones et à l'est de l' arroyo Solís Chico sur la route 35, au nord de la jonction de cette dernière avec la ruta Interbalnearia. Lieu de passage de l'ancienne ligne ferroviaire Montevideo-Punta del Este, elle est bordée au sud par la station balnéaire de La Floresta.

## Population
| Année | Population |
| ----- | ---------- |
| 1963  | 780        |
| 1975  | 737        |
| 1985  | 907        |
| 1996  | 1 128      |
| 2004  | 1 222      |
| 2011  | 1 313      |

,

## Source
- (es) Cet article est partiellement ou en totalité issu de l’article de Wikipédia en espagnol intitulé « Estación La Floresta » (voir la liste des auteurs).